# Ehrenfried Bulka
Ehrenfried Bulka (* 9. April 1926 in Barth; † 16. September 2012 in Leipzig) war ein deutscher Chemiker.
Bulka galt als Schüler von Hans Beyer und war Professor für Organische Chemie an der Universität Greifswald.
Unter Hans Beyer wirkte er an dem als Standardwerk der Organischen Chemie bezeichneten Lehrbuch der Organischen Chemie mit, bis ihm dieses von der DDR-Führung untersagt wurde.
Ein Bereich seiner Forschung betraf die Selenazole. Bulka war Autor zahlreicher Veröffentlichungen zur Organischen Chemie.